# Pimus salemensis
Pimus salemensis là một loài nhện trong họ Amaurobiidae.
Loài này thuộc chi Pimus. Pimus salemensis được miêu tả năm 1972 bởi Leech.